# Осиново (Орічівський район)
Оси́ново (рос. Осиново) — присілок у складі Орічівського району Кіровської області, Росія. Входить до складу Істобенського сільського поселення.
Населення становить 16 осіб (2010, 23 у 2002).
Національний склад станом на 2002 рік — росіяни 100 %.